# Municipio de Williams (condado de Hamilton)
El municipio de Williams (en inglés: Williams Township) es un municipio ubicado en el condado de Hamilton en el estado estadounidense de Iowa. En el año 2010 tenía una población de 492 habitantes y una densidad poblacional de 5,27 personas por km².

## Geografía
El municipio de Williams se encuentra ubicado en las coordenadas 42°30′52″N 93°33′30″O / 42.51444, -93.55833. Según la Oficina del Censo de los Estados Unidos, el municipio tiene una superficie total de 93.32 km², de la cual 93,32 km² corresponden a tierra firme y (0 %) 0 km² es agua.

## Demografía
Según el censo de 2010, había 492 personas residiendo en el municipio de Williams. La densidad de población era de 5,27 hab./km². De los 492 habitantes, el municipio de Williams estaba compuesto por el 98,98 % blancos, el 0,2 % eran afroamericanos y el 0,81 % eran de una mezcla de razas. Del total de la población el 1,02 % eran hispanos o latinos de cualquier raza.